# Islas Molucas
Las islas Molucas (en indonesio, Maluku), también conocidas como las islas de las Especias, islas especieras o la Especiería, son un archipiélago en la parte oriental de Indonesia. Se compone de numerosas islas que cubren un área extensa delimitada al oeste por la isla Célebes y las islas menores de la Sonda, y al este por la isla de Nueva Guinea. Se las considera una intersección geográfica y cultural de Asia y Oceanía.
Estas islas se hicieron famosas durante los siglos XV y XVI cuando portugueses, españoles, ingleses y neerlandeses libraron batallas para controlarlas debido a que de ellas se obtenían las tan preciadas especias que necesitaba Europa, puesto que era la única región productora de nuez moscada y la única, junto con Madagascar, donde se recolectaba el clavo de olor.
Las islas Molucas formaron una sola provincia desde la independencia de Indonesia hasta 1999, cuando se dividieron en dos provincias. Una nueva provincia, Molucas septentrionales (Maluku Utara), incorpora la zona comprendida entre Morotai y Sula, mientras que el arco de islas que va desde Buru y Ceram hasta Wetar permanece dentro de la actual provincia de Molucas (Maluku). Molucas septentrionales es predominantemente musulmana, y su capital es Sofifi, en la isla de Halmahera. La provincia de Molucas tiene una mayor población cristiana, y su capital es Ambon. Aunque de origen melanesio, muchas poblaciones isleñas, sobre todo en las islas de Banda, fueron masacradas en el siglo XVII durante la guerra luso-neerlandesa, también conocida como la guerra de las Especias. Una segunda afluencia de inmigrantes, procedentes principalmente de Java, comenzó a principios del siglo XX bajo los neerlandeses y continúa en la era indonesia, lo que también ha causado mucha controversia, al igual que los programas de transmigración, e incluso se cree que ha provocado los disturbios de las Malucas. 
Entre 1999 y 2002, un conflicto entre musulmanes y cristianos en la región causó miles de muertos y desplazó a medio millón de personas.

## Geografía
Estas islas ocupan la parte este de una importante región biogeográfica situada entre Indonesia y la isla de Nueva Guinea, llamada Wallacea. Se consideran también como parte de la región de Melanesia. Se encuentran ubicadas en el conocido cinturón de fuego del Pacífico, por lo que frecuentemente son afectadas por movimientos sísmicos.

## Fauna y flora
Su flora y su fauna son muy similares a las encontradas en las islas menores de la Sonda y comparten elementos con Nueva Guinea y Australia. La atomización de la región en islas de poca superficie separadas por fosas marinas de extrema profundidad han dificultado el paso migratorio de la fauna, por lo que las especies endémicas son numerosas. Aunque grandes áreas de las islas hayan sido declaradas reservas naturales, la presión del desarrollo humano en esos territorios tan reducidos hace peligrar cada vez más sus frágiles ecosistemas.

## Administración
Desde 1950 hasta 1999, todas las islas Molucas formaban una sola provincia de Indonesia, pero en 1999 la parte norte se constituyó en la provincia de las Molucas septentrionales (Maluku Utara), mientras el resto de las Molucas mantendría el nombre de la provincia de Molucas, Maluku.
Las principales islas de la provincia de Molucas Septentrional son Halmahera, Taliabu, Ternate, Tidore, Bacan, y Sula. Las principales islas de la provincia de Molucas son Ambon, Buru, Ceram, Aru, Babar, Kai, Tanimbar y Liran.

## Economía
Su economía se basa en los productos del mar, pero también contribuyen la explotación del níquel y el manganeso, el aceite y la madera. Otro de los sostenes de su economía es el turismo, aunque se ha visto fuertemente entorpecido por los conflictos religiosos de los últimos años del siglo XX.
La forma más común de llegar a las islas es por vía aérea, pero la comunicación entre las islas se hace principalmente por mar. Esta provincia cuenta con 25 aeropuertos y 79 puertos, y solamente con 4 km de caminos.

## Población
Los pobladores de Maluku son una mezcla de austronesios, indonesios, malayos y papúas. Muchas de las personas de las islas presentan asimismo orígenes portugueses como consecuencia de la colonización. 

## Religión
Los árabes introdujeron el Islam en las Molucas desde la isla de Java en el siglo XV. El catolicismo apareció en el siglo siguiente con las misiones portuguesas. Según las estadísticas oficiales, el 55% de la población de las islas Molucas era musulmana en el año 2000.

Una guerra civil y religiosa se desató en 1998 entre cristianos y musulmanes, con gran cantidad de muertos en masacres, que provocó la intervención de la comunidad internacional en el año 2000.

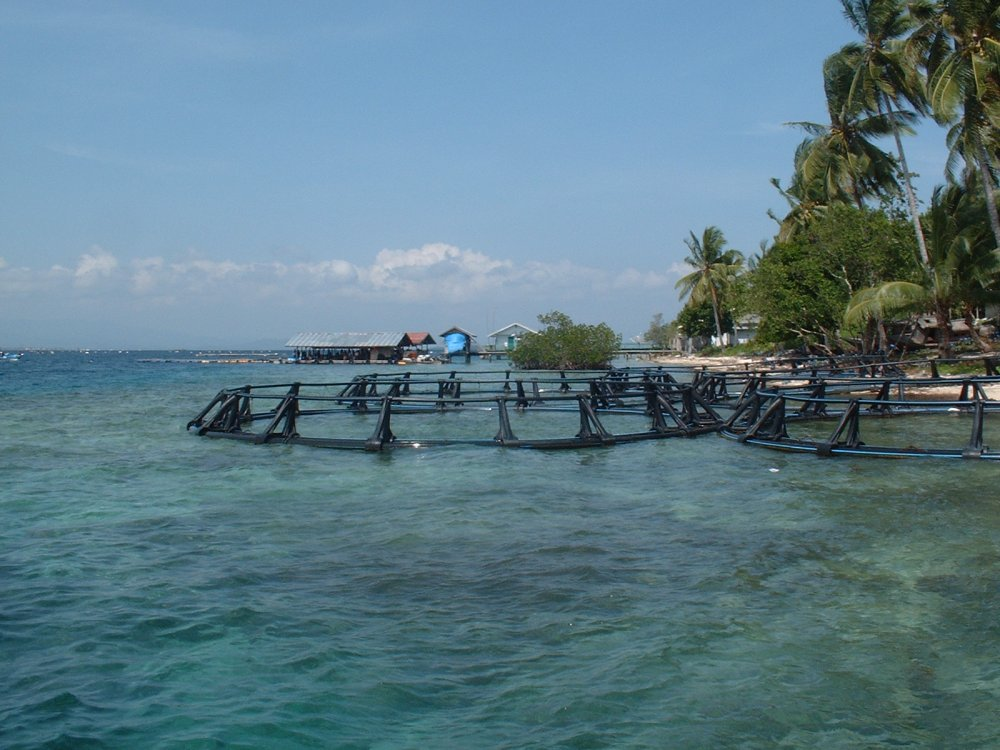
Granja de perlas cultivadas en Ceram.

## Etimología
El nombre de Molucas proviene del árabe Jazirat al-Muluk (Isla de los reyes), una apelación dada por los primeros mercaderes árabes que los portugueses convirtieron en «Ilhas Malucas», tal y como aparece en la cartografía del siglo XVII. En textos españoles de la época, el nombre aparece como «Malucos» o «Malucas» indistintamente (por ejemplo, en la carta en que el rey Felipe II pide a Andrés de Urdaneta que organice una expedición).

## Historia

### Periodo colonial

#### SigloXVI: Portugal, España y la guerra de las especias
Antes del siglo XIV, mercaderes indios, árabes y chinos visitaron estas islas en busca de las especias con las que, casi exclusivamente, abastecían al mundo. 
Los portugueses descubrieron las islas en 1512 al mando de Francisco Serrão (los españoles aspiraban al control de las Molucas desde Occidente, los portugueses desde Oriente). Los portugueses establecieron su primera fortaleza en la isla de Ternate.

Actividad española en las islas Molucas en los siglos y.

En 1519 Fernando de Magallanes empieza la aventura de llegar a las Molucas navegando por occidente, situadas más allá del límite del Tratado de Tordesillas de 1494, tratando de demostrar que estas islas pertenecían a Castilla y no a Portugal. En 1521, Magallanes cruzó el paso interoceánico que lleva su nombre, en el extremo sur de América, y tomó camino hacia el noroeste. La expedición española fue tocando tierra en varias de las islas de las hoy conocidas como Filipinas, enfrentándose en muchas de ellas con los indígenas. En uno de esos enfrentamientos murió Magallanes y su segundo, Juan Sebastián Elcano, consiguió completar el viaje, llegando a las islas Molucas a finales de 1521. Volvió a España desde las islas en 1522, luego de dar la vuelta al mundo navegando siempre hacia el oeste. 
Tiempo después Elcano regresó a las Molucas, acompañando a la expedición de García Jofre de Loaisa, el nuevo capitán general y Gobernador de las Molucas. Los españoles crearon un fuerte en la isla de Tidore, pero los portugueses, encabezados por Jorge de Meneses, desembarcaron en la isla y en 1529 derrotaron a los españoles, que tuvieron que retirarse: 

«Don Jorge de Meneses, que estaba al mando de las Molucas, envió una fuerza a Tidore contra los españoles; pero en el caminho …. reunió una importante fuerza aliada [indígena] … y con este pequeño número de portugueses [120 hombres escogidos, según los cronistas Barros y Castanheda], Meneses desembarcó en Tidore, donde derrotó a los españoles [una guarnición de 43 hombres, de acuerdo con Castanheda, que defendían los muros de la capital real de Tidore] y las tropas de Tidore, obligando a los primeros a retirarse hacia el interior de su fortaleza, después de perder seis hombres, dos de los cuales murieron y cuatro fueron capturados [la artillería fue abandonada y 50 indígenas muertos]. Entonces, Meneses atacó y tomó la  ciudad de Tidor, que fue pillada y incendiada; en seguida embistió la fortaleza española [que tenia 6 piezas de artillería gruesa y 25 cañones de hierro] e intimó la rendición al comandante español, Fernando de Torre. No pudiendo resistir más, el capitán español aceptó retirarse de Tidore hasta la ciudad de Camafo [en la lejana costa oriental de la isla de Geilolo], comprometiéndose a no hostilizar los portugueses ni sus aliados, ni comerciar con cualquier isla productora de clavo. Después de esto, el rey de Tidore tuvo que pagar tributo a los portugueses, y Meneses regresó victorioso a Ternate [en posesión de dos galeotas españolas y una portuguesa que había sido capturada, así como de todas las especias almacenadas por los españoles].»
A General History and Collectio of Voyages and Travels

Poco después, la nao española "la Florida" encontró la isla en manos de los portugueses y también se rindió con su tripulación. Por último, en 1533, el virrey portugués en Goa envió una flota a la isla de Geilolo, que, después de derrotar a las fuerzas del rey local (aliado de los españoles) y quemar su capital, aceptó la rendición de los últimos españoles, que fueron trasladados a España después de ser despojados de sus armas y especias.
Para reafirmar sus pretensiones, España envió el 1 de noviembre de 1542 una fuerte expedición militar a la zona, formada por 370 hombres en 6 naves, que fue capturada por los portugueses en Tidore en 1544, lo que permitió a Portugal ser la potencia dominante en las Molucas durante el resto del siglo XVI.
El 11 de marzo de 1526, el Emperador Carlos V se casa con Isabel de Portugal, lo que refuerza los lazos entre las dos coronas, y permite un acuerdo sobre las Molucas. A esto se añade el interés del emperador en evitar problemas con Portugal para poder centrarse en la política centroeuropea y el hecho de que todavía no se sabía cómo llevar las especias de las Molucas a Europa navegando hacia Oriente (el primer «tornaviaje», realizado por Andrés de Urdaneta, es de 1565).
El tratado fijaba las esferas de influencia de Portugal y España a 297,5 leguas al este de las Molucas. Esta línea de demarcación se encontraba por lo tanto cerca del meridiano 135° este.
En 1529, tras cuatro años sin llegar a un acuerdo, España firma el [[tratado de Zaragoza] y renuncia a los posibles derechos sobre las Molucas a cambio de 350.000 ducados de oro, poniendo fin a la primera etapa de la navegación española por el Pacífico. Además, el pacto incluía una cláusula por la cual el rey de España podía invalidarlo a cambio de devolver el pago portugués. 
Felipe II determinó que había que explorar la ruta desde México a las islas Molucas y encargó una expedición de dos naves a Luis de Velasco, segundo virrey de Nueva España, y al fraile agustino Andrés de Urdaneta, que era familiar de Miguel López de Legazpi, y que ya había viajado por esos mares. La carta en la que el rey pide a Urdaneta que se sume a la expedición dice así:

El rey: Devoto Padre Fray Andrés de Urdaneta, de la orden de Sant Agustín:
Yo he sido informado que vos siendo seglar fuisteis en el Armada de Loaysa y pasasteis al estrecho de Magallanes y a la Espacería, donde estuvisteis ocho años en nuestro servicio. Y porque ahora Nos hemos encargado a Don Luis de Velasco, nuestro Virrey de esa Nueva España, que envie dos navios al descubrimiento de las islas del Poniente, hacia los Malucos, y les ordene lo que han de hacer conforme a la instrucción que es le ha enviado; y porque según de mucha noticia que dizque tenéis de las cosas de aquella tierra y entender, como entendéis bien, la navegación della y ser buen cosmógrafo, sería de gran efecto que vos fueses en dichos navíos, así para toda la dicha navegación como para servicio de Dios Nuestro Señor y nuestro. Yo vos ruego y encargo que vais en dichos navíos y hagáis lo que por el dicho Virrey os fuere ordenado, que además del servicio que haréis a Nuestro Señor yo seré muy servido, y mandaré tener cuenta con ello para que recibáis merced en lo que hubiere lugar.
De Valladolid a 24 de Septiembre de 1559 años.
Yo el Rey

Tras el tratado de Zaragoza comienza la segunda etapa de la penetración española en el océano Pacífico. Las expediciones, organizadas ya desde Nueva España (México), tienen ahora dos objetivos: el establecimiento de una base permanente en el archipiélago filipino y la apertura de una ruta de regreso que conecte ambos lados del Pacífico. Con cada expedición hacia el oeste, se dibujan nuevas islas y caminos. La ruta de regreso tardará todavía en llegar. Miguel López de Legazpi cumple con el encargo recibido y sanciona el control español de las islas Filipinas, llamadas así por el monarca español. Su inicial asentamiento será pronto suplantado por la ciudad y puerto que vendrán a centralizar las posesiones españolas en Oriente durante varios siglos: Manila.

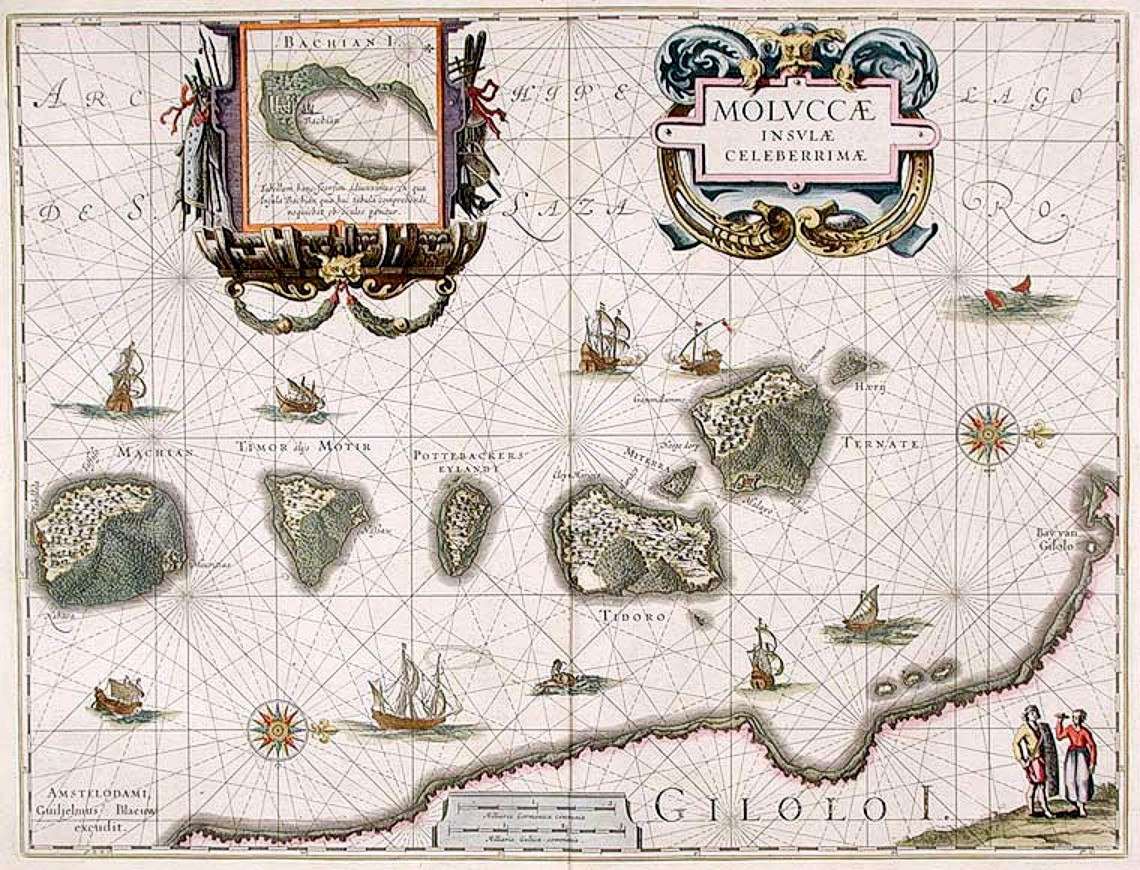
"Moluccæ Insulæ Celeberrimæ". Mapa de Blaeu de las Molucas, que apareció por primera vez en 1630 en el Atlantis Appendix. Fue el primer mapa detallado en gran escala de las islas en ese momento neerlandesas. Muestra la naturaleza boscosa de las islas y los fuertes de reciente construcción. El recuadro muestra el mapa de la isla de Batjan. La decoración de los bordes muestra los instrumentos de un marino en un lado y al otro los instrumentos de la guerra. Hay varios barcos europeos y asiáticos, así como un par de monstruos marinos. Hay una batalla en el mar cerca de Ternate, donde los neerlandeses derrotaron a los portugueses.

#### SiglosXVII,XVIIIyXIX: laCompañía Neerlandesa de las Indias Orientales
También ingleses y neerlandeses tuvieron pretensiones sobre las islas, habida cuenta de que ya se encontraban en el gran continente insular, Oceanía.
En 1599 llegó a las Molucas la Compañía Neerlandesa de las Indias Orientales, comenzando a tomar posesión de tierras y poblados con la fuerza que da el terror, arrasando a cuanto enemigo se le opusiera. Cada intento de rebelión era salvajemente reprimido. Tal era el terror de los habitantes que estaban dispuestos a matar ellos mismos a sus líderes para aplacar la ira del invasor.[cita requerida] En 1655, los habitantes de Kelan capturaron y ofrecieron a los neerlandeses al Príncipe de Ternate para poder salvar su ciudad. La ciudad fue salvada, pero los habitantes sufrieron las consecuencias con la pérdida de su libertad.
En 1575, los indígenas islamizados de Ternate expulsaron a los portugueses de esta isla, pero en 1606 una expedición española (en ese momento, Portugal era gobernada por el rey español Felipe III) capturó la fortaleza de Ternate, que estaba entonces en poder de los neerlandeses.
En 1663 los españoles dejaron las islas al abandonar su última fortaleza en Tidore en las Molucas del norte.
Los ingleses ocuparon brevemente las Molucas durante las guerras napoleónicas, pero fueron restauradas al régimen neerlandés en 1814 y hasta 1863 mantuvieron el cultivo de las especias en forma obligada.

### Historia contemporánea
Las islas Molucas, que formaban parte de las Indias Orientales Neerlandesas, fueron invadidas por Japón en la Segunda Guerra Mundial. Dos días después de la rendición de Japón en 1945, Sukarno, un influyente líder nacionalista, declaró la independencia y fue nombrado presidente.
Los Países Bajos trataron de restablecer el control sobre el país, dando lugar a una lucha armada y diplomática que terminó en diciembre de 1949, cuando, ante la presión internacional, los neerlandeses reconocieron formalmente la independencia de toda Indonesia, país en el que están las Molucas a día de hoy.